# Монастырский, Андрей Викторович
Андре́й Ви́кторович Монасты́рский (настоящая фамилия — Сумнин; род. 28 октября 1949, Печенга, Мурманская область) русский поэт и писатель, художник, теоретик искусства. Один из родоначальников московского концептуализма.

## Биография
Андрей Сумнин родился 21 октября 1949 года в посёлке Печенга Мурманской области (по паспорту — 28 октября).
Окончил Московский государственный университет (филология). Работал редактором в Московском литературном музее. В 1973 году занялся сериальными структурами и минималистскими звуковыми композициями. В 1975 году начал создавать поэтические объекты и акции.
В 1976 году выступил одним из основателей группы «Коллективные действия». Автор-составитель большинства томов документации КД «Поездки за город». Участник выставок Апт-арта и Клуба авангардистов (КЛАВА) в Москве, участник многочисленных отечественных и зарубежных выставок. Автор теоретических статей по вопросам современного искусства в отечественных и зарубежных изданиях.
Лауреат премии Андрея Белого 2003 года в номинации за особые заслуги в развитии русской литературы. В 2008 году стал Лауреатом премии «Соратник». Лауреат премии «Инновация» 2009 года в номинации «Теория искусства».
С 1975 по 1977 год создал серию работ под общим названием «Элементарная поэзия» (книги, акционные объекты), принцип построения текста которой ложится в основу эстетики акций «Коллективных действий».
1981 год — составление первого выпуска Московского архива нового искусства (МАНИ).
1986—1990 годы — составление пяти сборников МАНИ (с 1-го по 4-й — при участии И. Бакштейна, 5-й — при участии С. Хэнсген).
С 2008 года участник группы КАПИТОН (Вадим Захаров, Юрий Лейдерман, Андрей Монастырский).
В 2009 году, принимая Премию Кандинского, художник Вадим Захаров сказал: «Вообще, думаю, что Первую премию должен получить Андрей Монастырский. Я, честно говоря, удивляюсь, неужели до сих пор не понятно, кто есть кто в Московском современном искусстве. Многие из вас знают лишь понаслышке о том, что в этих двух книгах. А это азбука. Эти две книги — нерв нашего времени. Это материал, который удерживает русское искусство сегодня от полного загнивания».
15 сентября 2010 года в Stella Art Foundation Стелла Кесаева, комиссар Российского павильона на Венецианской биеннале современного искусства, объявила, что Андрей Монастырский представит Россию в Венеции в 2011 году.

## Избранные персональные выставки

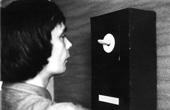
Палец

- 2021 — «Атрибут», XL Galery, Москва

- 2014 — «Носители», XL Galery, Москва
- 2013 — «Andrei Monastyrski», Charim galery, Vienna
- 2012 — Андрей Монастырский и «Коллективные действия». Trips out of Town (1980—2006). Regina Gallery, London
- 2011 — Андрей Монастырский и «Коллективные действия». E-flux, NY
- 2011 — Пустые зоны. Андрей Монастырский и «Коллективные действия». 54-я Венецианская Биеннале, русский павильон, Венеция, Италия
- 2011 — «За город: Андрей Монастырский и „Коллективные действия“». Биеннале Performa, Нью-Йорк[4].
- 2010 — «Андрей Монастырский». Московский музей современного искусства, Фонд «Виктория — Искусство Быть Современным», Москва[5].[6]
- 2008 — Kunstihoone, Tallinn.
- 2005 — «Земляные работы». Stella Art gallery, Москва.
- 2000 — «70-е годы и др. работы». «Navicula artis», Санкт-Петербург.
- 1998 — «Госагропром». Obscuri viri, Москва.
- 1998 — «70-е годы». Фельдкирхе, Австрия.
- 1997 — «Ветка». XL Галерея, Москва.

## Избранные групповые выставки
- 2011 — Ostalgia. New museum, NY
- 2007 — Венецианское биеннале 52.
- 2007 — Documenta 12, Кассель.
- 2003 — Венецианское биеннале.

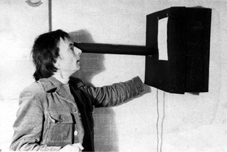
Пушка, 1975

- 2000 — Искусство XX века, Третьяковка, Москва.
- 2000 — L’autre moitie de l’europe, Jeu de Paume, Париж.
- 1999 — Global conceptualism…, QMA, NY.
- 1999 — Kunst im Untergrund. Альбертина, Вена.
- 1998 — «Out of Actions», MOCA.
- 1998 — «Praprintium», Berlin — Bremen.
- 1997 — «Коллективные действия», Exit Art, New York.
- 1993 — Венецианское биеннале.
- 1991 — Sowjetishe Kunst um 1990, Дюссельдорф.
- 1977 — Венецианское биеннале.

## Работы находятся в собраниях
- Tate Modern, Лондон
- Reina Sofia, Мадрид
- Государственная Третьяковская галерея, Москва
- ММСИ, Москва
- ГЦСИ, Москва
- M HKA, Антверпен
- Centre Pompidou, Париж

## Книги
- Andrei Monastyrski: Elementary Poetry. Ugly Duckling Press, NY, 2019
- Коллективные действия. Поездки за город. т. 4-5 (составитель А. Монастырский). — Вологда: БМК, Герман Титов, 2016. — 472 с. — ISBN 978-5-91965-129-1.
- Коллективные действия. Поездки за город. т. 1 (составитель А. Монастырский), Вологда: БМК, Герман Титов, 2011. — 358 с. — ISBN 978-5-91967-048-3.
- Коллективные действия. Поездки за город. тт. 2-3 (составитель А. Монастырский), Вологда: БМК, Герман Титов, 2011. — 624 с. — ISBN 978-5-91965-044-7.
- Сборники МАНИ Составитель и автор предисл. Андрей Монастырский. — Вологда: БМК, Герман Титов, 2010. — 672 с. — ISBN 978-5-86402-320-4.
- Монастырский А. Поэтический сборник. — Вологда: БМК, Герман Титов, 2010. — 336 с. — ISBN 978-5-86402-312-9.
- Монастырский А. Эстетические исследования. — Вологда: БМК, Герман Титов, 2009. — 562 с. — ISBN 978-5-86402-306-8.
- Монастырский А., Панитков Н., Макаревич И., Елагина Е., Ромашко С., Хэнсген С. (Группа «Коллективные действия»). Поездки за город. 6-11 том. — Вологда: БМК, Герман Титов, 2009. — 644 с. — ISBN 978-5-86402-300-6.
- Поэтический мир / С предуведомлением Д. А. Пригова и послесловием автора. — М.: НЛО, 2007. — 336 с. — ISBN 5-86793-513-2.
- Небесному носатому домику по пути в Паган. — М.: ОГИ, 2001. — 88 с.
- Монастырский А., Панитков Н., Алексеев Н., Макаревич И., Елагина Е., Кизевальтер Г., Ромашко С., Хэнсген С. (Группа «Коллективные действия»). Поездки за город. — М.: Ad Marginem, 1998. — 784 с. — ISBN 5-94282-033-3.
- Словарь терминов московской концептуальной школы / Составитель и автор предисл. Андрей Монастырский. — М.: Ad Marginem, 1999.
- Андрей Монастырский Дневник 1981—1984. — Библиотека московского концептуализма Германа Титова, малая серия, Вологда, 2014. — 344 с. Тираж: 500 экз. Формат 70х100/32. — ISBN 978-5-91967-174-9.

КНИГИ О «КОЛЛЕКТИВНЫХ ДЕЙСТВИЯХ»
- Marina Gerber. Empty Actions. Labor and free time in the art of Collective Actions. [transcript] Verlag, Bielefeld, 2018
- Collective Actions: Audience Recollections from the first five years, 1976—1981. Nranslated & edited by Yelena Kalinsky, Soberscove Press, Chicago, 2012
- O.Esanu. Transition in post-soviet art. The Collective Actions Group before and after 1989. Ce UPRESS, Budapest — New York, 2013

## Семья
- Жена — Дарья Дмитриевна Новгородова
- Сумнина, Мария Андреевна (1977) — дочь, российская художница.